# Гумігут
Гумігу́т (Від лат. gummi — камедь + лат. gutta — крапля) — згущений молочний сік, що отримується при підсочці кори деяких видів дерев з роду Garcinia (родини звіробійних), що росте на Цейлоні, в Південній і Південно-східній Азії. Гумігут належить до гумі-смол, складається зі смоли (70— 80% ) і камеді (20—27%). З водою утворює емульсію жовтого кольору. Застосовується для виготовлення спиртних лаків і жовтої акварельної фарби.